# Six Jours de Dresde
Les Six Jours de Dresde, das Sechstagerennen von Dresden, sont une course de six jours, organisée à Dresde, en Allemagne. Trois éditions sont organisées en 1911 et 1912.

## Palmarès
| Année           | Vainqueur                | Deuxième                          | Troisième                   |
| --------------- | ------------------------ | --------------------------------- | --------------------------- |
| 1911            | Willy Lorenz Karl Saldow | Richard Grossmann Fritz Schallwig | Willi Marx Fritz Stellbrink |
| 1912 (mars)     | Willy Lorenz Karl Saldow | Walter De Mara Eugen Stabe        | Otto Pawke Karl Rudel       |
| 1912 (décembre) | Willy Lorenz Karl Saldow | Iver Lawson George Wiley          | Tommy Hall Alfred Halstead  |